# Malo Malovo, Sofia
Malo Malovo (în bulgară Мало Малово) este un sat în comuna Dragoman, regiunea Sofia,  Bulgaria. 

## Demografie
Componența etnică a satului Malo Malovo
     Bulgari (90,16%)
     Nicio identificare (9,83%)
     Altele (0%)
La recensământul din 2011, populația satului Malo Malovo era de 61 locuitori. Din punct de vedere etnic, majoritatea locuitorilor (90,16%) erau bulgari. Pentru 9,83% din locuitori nu este cunoscută apartenența etnică.